# Corvera de Toranzo
Corvera de Toranzo è un comune spagnolo di 2.202 abitanti situato nella comunità autonoma della Cantabria, comarca Valles Pasiegos, al centro della valle del Toranzo a 30 km da Santander.
Il comune è costituito da 11 centri abitati: Alceda, Borleña, Castillo Pedroso, Corvera, Esponzúes, Ontaneda, Prases, Quintana de Toranzo, San Vicente de Toranzo (capoluogo), Sel del Tojo, Villegar. Molti di questi centri sono presso il fiume Pas che segna il confine orientale del territorio municipale.
La sua economia, basata tradizionalmente sull'agricoltura e l'allevamento del bestiame nel secolo scorso ha avuto un importante sviluppo industriale e alberghiero riuscendo così ad arginare il fenomeno dell'emigrazione che ha interessato molti comuni della Cantabria. Le imprese locali sono attinenti in prevalenza al settore alimentare, in prevalenza lattiero-casearia, e l'incremento del settore alberghiero esaudisce le necessità del turismo attirato dai diversi monumenti di architettura civile esistenti nel municipio ed all'ambiente naturale del territorio comunale in cui si distinguono le rive del fiume Pas, ricco di trote e salmoni, i monti Cildà e la Espina de Gallego che fu scenario delle guerre cantabriche contro i Romani.

## Storia
La presenza umana nella zona favorita dalla orografia di caverne esistenti nella zona, risale al paleolitico; in epoca protostorica vi fu l'invasione di popoli celti provenienti dall'Europa centrale che si mescolarono e fusero con gli abitanti locali formando delle tribù locali che i Romani indicarono col nome di Cantabri e che si opposero per diverso tempo alle truppe romane con azioni di guerriglia che terminarono soltanto all'epoca dell'imperatore Augusto intervenuto personalmente alla guida delle sue legioni.
Nel V secolo il territorio della Cantabria vide il passaggio dei popoli barbari che determinarono la fine del dominio di Roma ma, generalmente, si diressero verso il sud. I soli Visigoti si stanziarono nella penisola iberica e formarono un regno con capitale a Toledo, ma non seppero resistere ai Musulmani che, sbarcati nel 711 a Gibilterra, riuscirono in breve ad impossessarsi di tutta la Spagna fatta eccezione del nord dove si rifugiarono anche i Visigoti che crearono dei regni nelle Asturie e nella Cantabria, da cui partì la Reconquista cristiana dal 722 con il mitico Pelagio che riuscì ad confederare i diversi regni e sconfisse a Covadonga le truppe che il governatore arabo di Oviedo aveva inviato contro di lui.
Si costituì poi il Regno di Asturia quando il duca visigoto di Cantabria Fedro si alleò con Pelagio federando i loro territori e la figlia di Pelagio Ermesinda sposò il figlio del duca Pietro, Alfonso che divenne Alfonso I, regnando dal 739 al 757 e iniziando il ripopolamento del territorio. Nell'XI secolo la Cantabria si divise e una parte confluì nel regno di Leon, un'altra nel regno di Castiglia ed una in quello di Navarra. In quell'epoca Corvera fece parte della comunità della Valle del Toranzo, una delle valli costituenti la Merindad de las Asturias de Santillana. I primi riferimenti a Corvera si trovano in documenti di donazioni e di eredità di terre a chiese e all'abazia di Santillana del Mar. A poco a poco si instaurò il feudalesimo, si accrebbe il potere della Chiesa e Corvera, che era territorio realengo, cioè del demanio reale, ma godeva di una certa autonomia e libertà, era legato alla nobiltà locale dei Ceballos. Nel XIV secolo il re Giovanni II cedette il territorio al conte di Castañeda della famiglia dei Manrique, e ad Aldonza de Castaňeda. Questa cessione provocò lotte fra i nobili locali, in particolare fra i Mendoza e i Manrique, sfociando nell'affermazione e rafforzamento dei Manrique e nella perdita da parte del popolo dei diritti di libertà e autonomia di cui godeva. I paesi delle valli si unirono nel 1439 per combattere legalmente le famiglie nobili in lotta e per riottenere lo stato di "città libere" di cui godevano da tanto tempo, e il cosiddetto Pleito de los Valles (processo dei paesi delle valli) si trascinò con fasi alterne fino al 1556 con la sentenza della Real Chancilleria de Valladolid che formalmente restituì l'autonomia ai comuni delle valli.  La signoria dei Manrique anche se dovette dare spazio al consiglio comunale, durò però fino alla fine del XVIII secolo.
All'inizio del XIX secolo il municipio fu ricostituito legalmente e incorporato nella provincia di Cantabria.
Nel XX secolo si ebbe lo stanziamento di fabbriche alimentari e lo sviluppo del turismo popolare che apportarono benessere e impedirono l'abbandono del territorio da parte degli abitanti non più attratti da altre regioni che offrivano prospettive migliori d'impiego rispetto all'agricoltura locale e all'allevamento del bestiame cui per secoli si era impegnata la popolazione delle valli.

## Monumenti e luoghi d'interesse
In quasi tutti i centri comunali sorgono edifici civili e religiosi di pregio risalenti ai secoli XVII e XVIII. Fra questi si distinguono l'Ermita de Santa Lucia, l'Ermita del Carmen, l'Ermita de Santa Leocedia, la Iglesia de l'Asuncion e le numerose Casonas seňoriales (complessi edilizi abitativi signorili spesso con torri e cappelle caratteristici della Cantabria generalmente in campagna nelle terre dei proprietari dove assolvevano anche alle funzioni di fattoria) e palazzi con i blasoni nobiliari. Fra questi si distinguono la Torre-casona dei Ceballos la Casona de Ruiz de Bustamonte con torre del XVI secolo, la Casona del Mora, la Torre-casona di San Vicente, la Casona solariega de Ruiz de Villega (solariega cioè di famiglia nobile) con una cappella che ha dipimti del XVIII secolo, il Palacio de la Sierra, il Palacio del marqués de Mercadal, la Torre-palacio de Rueda Bustamante. Altri edifici interessanti sono la Torre de Aguero del XIX secolo, il Molino de la Flor, notevole anche il Museo del pintor Riancho.
Nella frazione di Alceda ci sono sorgenti di acque termali già conosciute dai Romani oggi utilizzate nell'apposito stabilimento balneare per la cura delle malattie della pelle.
Per ciò che attiene all'ambiente da segnalare il Parque natural Alceda-Ontaneda e la cascata del Churzon de Borbeňa.

## Feste
Le più importanti sono: San Juan il 24 giugno nel centro di Corvera e ad Alceda, San Pantaleon il 27 giugno a Castello Pedroso, San Pedro il 29 giugno a Ontaneda, e Santa Ana a Boleña.
Pittoresca la festa del 4 giugno detta La Moňiguera.